# Ценолестеси
Ценолестесите (Caenolestes) са род дребни торбести бозайници от семейство Ценолестесови (Caenolestidae). Разпространени са във високопланинските области в северната част на Андите, на територията на Еквадор, Колумбия, Перу и Венецуела.

## Описание
Тялото е малко, покрито с плътна къса козина. Те са сиви или сиво-кафяви с по-светла космена покривка в по корема. Главата е удължена, с малки тъмни очи и закръглени уши, които стърчат над заобикалящата ги козина. Опашката е дълга, но не служи за хващане.

## Хранене
Представителите на рода са насекомоядни, макар че е възможно те да ловуват малки новородени гръбначни животни. Основната диета се състои преди всичко от ларви на безгръбначни животни, дребни безгръбначни, плодове и зеленчуци.